# Lista miniștrilor români de interne
Aceasta este lista miniștrilor de interne ai României. Prin decretul nr.102/16 martie 1949 Ministerul Afacerilor Interne a primit o nouă organizare, acesta urmând a fi condus de un ministru, ajutat de un consiliu, miniștri adjuncți și consilieri ministeriali. O nouă reorganizare a avut loc la data de 20 septembrie 1952, prin decretul nr.324, înființându-se Ministerul Securității Statului, un organ central distinct de Ministerul de Interne. Acestă măsură a fost practic anulată prin decretul nr.365 din 7 septembrie 1953, când a avut loc contopirea celor două ministere. La 11 iulie 1956, printr-o hotărâre a Consiliului de Miniștri s-a stabilit o nouă structură pentru minister, acesta fiind împărțit în două departamente: „Departamentul Securității” și „Departamentul internelor” iar la data de 30 mai 1963 primind o nouă structură organizatorie: „Aparatul de securitate”, „Direcția politică a trupelor și formațiilor Ministerului afacerilor Interne”, „Trupele”, „Aparatul militarizat”, actualul ministru de interne, „Direcția Generală a Arhivelor Statului” și 16 unități regionale. La 4 aprilie 1968 ministerul a fost reorganizat din nou, Consiliul Securității Statului desprinzându-se ca organ central de stat. Ca urmare a decretului nr.131 din 19 aprilie, 1972, Consiliul Securității Statului a fuzionat cu Ministerul Afacerilor Interne, din noua instituție făcând parte: Securitatea, miliția, trupele de securitate și de pompieri, penitenciarele și arhivele statului.

## România postcomunistă (1989-prezent)
1. Mihai Chițac: 29 decembrie 1989 – 16 iunie 1990
2. Doru-Viorel Ursu: 16 iunie 1990 – 26 septembrie 1991
3. Victor Babiuc: 17 octombrie 1991 – 19 noiembrie 1992
4. George-Ioan Dănescu: 19 noiembrie 1992 – 6 martie 1994
5. Doru-Ioan Tărăcilă: 6 martie 1994 – 11 decembrie 1996
6. Gavril Dejeu: 12 decembrie 1996 -21 ianuarie 1999
7. Constantin-Dudu Ionescu: 21 ianuarie 1999 – 28 decembrie 2000
8. Ioan Rus: 28 decembrie 2000 – 15 iunie 2004
9. Marian Săniuță: 15 iunie 2004 – 28 decembrie 2004
10. Vasile Blaga: 29 decembrie 2004 – 5 aprilie 2007
11. Cristian David: 5 aprilie 2007 – 22 decembrie 2008
12. Gabriel Oprea: 22 decembrie 2008 – 20 ianuarie 2009
13. Liviu Dragnea: 20 ianuarie 2009 – 11 februarie 2009
14. Dan Nica: 11 februarie 2009 – 3 octombrie 2009
15. Vasile Blaga: 3 octombrie 2009 – 27 decembrie 2009
16. Traian Igaș : 27 septembrie 2010 – 9 februarie 2012
17. Gabriel Berca: 9 februarie 2012 – 27 aprilie 2012
18. Ioan Rus: 27 aprilie 2012 – 6 august 2012
19. Mircea Dușa: 6 august 2012 – 21 decembrie 2012
20. Radu Stroe: 21 decembrie 2012 – 23 ianuarie 2014
21. Gabriel Oprea: 23 ianuarie 2014 – 9 noiembrie 2015
22. Sorin Cîmpeanu: 9 noiembrie 2015 – 17 noiembrie 2015 (ad interim)
23. Petre Tobă: 17 noiembrie 2015 – 1 septembrie 2016
24. Dragoș Tudorache: 1 septembrie 2016 - 4 ianuarie 2017
25. Carmen Daniela Dan: 4 ianuarie 2017 - 24 iulie 2019
26. Nicolae Moga: 24 iulie 2019 - 30 iulie 2019
27. Ion Marcel Vela: 4 noiembrie 2019 - 23 decembrie 2020
28. Lucian Bode: 23 decembrie 2020 - 15 iunie 2023
29. Cătălin Predoiu: 15 iunie 2023 - prezent